# Nell Hudson

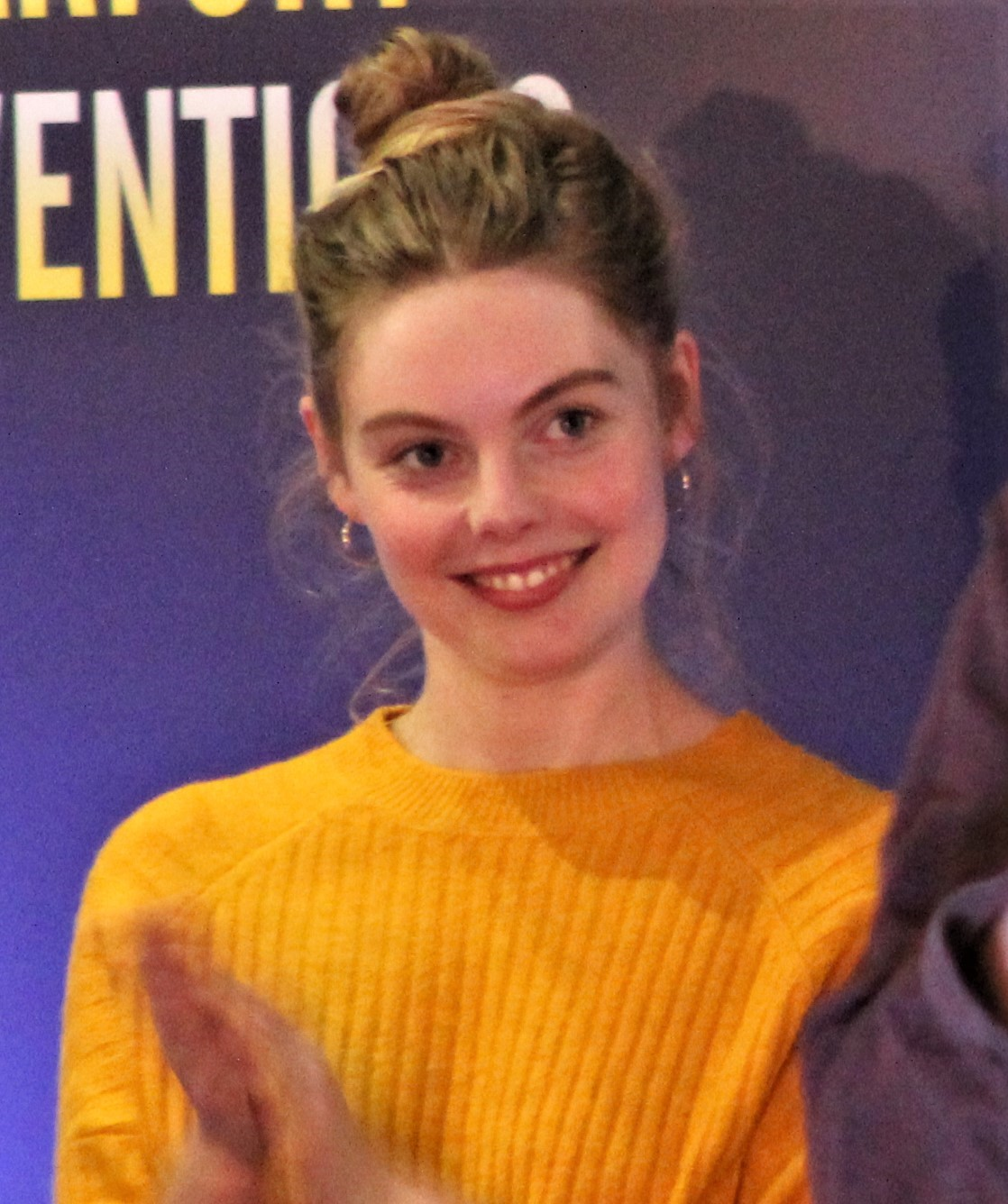
Nell Hudson (2018)

Nell Rose Hudson (* 19. November 1990 in Worcester) ist eine britische Schauspielerin.

## Leben und Karriere
Nell Hudson wurde 1990 (nach anderen Quellen 1991) geboren und wuchs in der nahe Wales gelegenen englischen Grafschaft Worcestershire auf einer Farm auf. Ihr schauspielerische Ausbildung erlangte sie zwischen 2009 und 2012 an der Oxford School of Drama.
Ihr Filmdebüt gab sie 2012 in einer Gastrolle in der Fernsehserie Holby City. Internationale Bekanntheit erlangte Nell Hudson durch ihre Darstellung der Laoghaire MacKenzie in der amerikanischen Dramaserie Outlander. Als Theaterschauspielerin trat sie im Mai 2015 als Lydia Bennet in der Bühnenversion von Jane Austens Stolz und Vorurteil am Crucible Theatre in Sheffield auf. Hudson arbeitet auch als Liedtexterin und tourte in dieser Eigenschaft 2014 mit dem Musiker Jools Holland.

## Filmografie (Auswahl)
- 2012: Holby City (Fernsehserie, Folge 15x11)
- 2013: Cast Offs (Kurzfilm)
- 2013: Les Bohemes (Kurzfilm)
- 2014–2018: Outlander (Fernsehserie, 21 Folgen)
- 2015: Call the Midwife – Ruf des Lebens (Call the Midwife, Fernsehserie, Folge 4x06)
- 2016: Agatha Raisin (Fernsehserie, Folge 1x06)
- 2016–2019: Victoria (Fernsehserie, 24 Folgen)
- 2018: Informer (Fernsehserie, 4 Folgen)
- 2020: Death in Paradise (Fernsehserie, Folge 9x01)
- 2020: Die Bande aus der Baker Street (The Irregulars, Fernsehserie, 3 Folgen)
- 2022: Toast of Tinseltown (Fernsehserie, Folge 1x05)
- 2022: Texas Chainsaw Massacre
- 2023: The Doll Factory (Fernsehserie, 6 Folgen)

## Privates
Hudson gab Anfang Juli 2025 bekannt, den Produzenten Max King geheiratet zu haben. Anfang August verkündete sie die Geburt ihrer ersten gemeinsamen Tochter.